# Ricardo Pereira (labdarúgó, 1993)
Ricardo Domingos Barbosa Pereira vagy egyszerűen Ricardo Pereira  (Lisszabon, 1993. október 6. –) portugál válogatott labdarúgó, a Leicester City játékosa.

## Pályafutása

### Klubcsapatokban
A Futebol Benfica, a Sporting CP, a Naval és a Vitória Guimarães korosztályos csapataiban nevelkedett. 2012. április 1-jén mutatkozott be a Guimarães első csapatában a Paços Ferreira ellen, 12 percet töltött csereként a pályán. A 2012–2013-as kupa kiírásban 6 gólt szerzett és a döntőben a SL Benfica ellen 2–1-re megnyert mérkőzésen is eredményes volt.
2013. április 16-án bejelentette, hogy július 1-től a Porto játékosa lesz. 2015 és 2017 között kölcsönben a francia OGC Nice csapatában szerepelt. 2018 nyarán az angol Leicester City csapatához szerződött.

### A válogatottban
Részt vett a 2013-as U20-as labdarúgó-világbajnokságon, ahol a csoportjukat megnyerték, de a nyolcaddöntőkben kiestek. A 2015-ös U21-es labdarúgó-Európa-bajnokságon az elődöntőben a német U21-es labdarúgó-válogatott ellen gólt és gólpasszt jegyzett. A döntőben a svéd U21-es labdarúgó-válogatott ellen büntetőpárbajban maradtak alul. 2015. november 14-én mutatkozott be a felnőtt válogatottban Oroszország ellen, 8 perc játéklehetőséget kapott. Bekerült a 2018-as labdarúgó-világbajnokságra utazó keretbe.

## Sikerei, díjai
- Vitória Guimarães
  - Portugál kupa: 2012–13
- Porto
  - Portugál bajnok: 2017–18